# Kleiton & Kledir
Kleiton & Kledir è un duo musicale brasiliano, formato da Kleiton Alves Ramil (Pelotas, 23 agosto 1951) e Kledir Alves Ramil (Pelotas, 21 gennaio 1953), fratelli del cantante solista Vitor Ramil.
In Brasile sono noti come "Embaixadores Culturais do Rio Grande do Sul", ovvero "Ambasciatori culturali del Rio Grande do Sul".
Dopo aver entrambi militato nel gruppo rock Almôndegas per qualche tempo, i due fratelli hanno formato l'omonimo duo musicale nel 1980, scioltosi nel 1987 e ricostituitosi sette anni più tardi. Hanno inciso numerosi album di successo, con i quali si sono aggiudicati importanti riconoscimenti e sono anche riusciti ad affermarsi internazionalmente, tenendo concerti a Los Angeles, New York, Lisbona, Parigi, Miami e Buenos Aires. Durante la carriera hanno collaborato con Nara Leão, MPB4, Caetano Veloso, Xuxa, Fafá de Belém, Nenhum de Nós, Zizi Possi, Ivan Lins, Chitãozinho & Xororó, Zezé Di Camargo & Luciano, Emilio Santiago, Claudia Leitte.
Nel 2015, dopo aver pubblicato due album per bambini, hanno lanciato il disco Com Todas as Letras, contenente testi di scrittori del Rio Grande do Sul quali Caio Fernando Abreu, Luís Fernando Veríssimo, Martha Medeiros, Fabricio Carpinejar, Leticia Wierzchowski, Daniel Galera, Paulo Scott, Claudia Tajes, Alcy Cheuiche e Lourenço Cazarré.
Nel 2018 hanno eseguito la nuova versione di un loro brano di successo, Paixão, lanciata come singolo su varie piattaforme digitali e inserita poi nella colonna sonora della telenovela Orgulho e Paixão.
Nel 2020 hanno collaborato con Barry Leitch alla realizzazione di una traccia musicale (un adattamento del loro cavallo di battaglia Deu Pra Ti) per il videogioco Horizon Chase Turbo.

## Discografia
- (1980) Kleiton & Kledir
- (1981) Kleiton & Kledir
- (1983) Kleiton & Kledir
- (1984) Kleiton & Kledir
- (1986) Kleiton & Kledir
- (1997) Dois
- (1999) Clássicos do Sul
- (2005) Ao Vivo
- (2009) Autorretrato
- (2011) Par ou Ímpar
- (2012) Par ou Ímpar ao Vivo (con Grupo Tholl)
- (2015) Com Todas as Letras